# Недяк Володимир Володимирович
Володи́мир Володимирович Недяк (28 травня 1955, с. Вереміївка Глобинського району Полтавської області, нині — Чорнобаївського району Черкаської області, Україна) — український мистецтвознавець, художник, видавець, фотожурналіст, історик, етнограф, режисер кіно і телебачення, збирач українських старожитностей, засновник і генеральний директор приватного історико-етнографічного музею «Козацькі землі України» (2004 р.), президент найдавнішого (з 1988 р.) в Україні приватного видавництва «ЕММА», засновник і власник арт-галереї ART. ANT. DEKO[уточнити] «Гетьманський скарб» (2006 р.), лауреат Національної премії України ім. Т. Г. Шевченка 2006 року.

## Життєпис
Народився у c. Вереміївка на Черкащині. З 1960 р. по 1966 р. жив на Кубані, де пройшло дитинство, згодом повернувся в Україну. У 1972 році закінчив Вереміївську середню школу. У 1984 році закінчив Інститут фотожурналістики[уточнити] при КДУ ім. Т. Г. Шевченка (керівник Ірина Пап), у 2002 році — факультет історії і теорії мистецтва[уточнити] Національної академії образотворчого мистецтва і архітектури (керівник Віктор Джулай) та аспірантуру при ній у 2006 році (керівник Олександр Федорук). У 2008 році закінчив Інститут екранних мистецтв Київського національного університету театру, кіно і телебачення ім. І. К. Карпенка-Карого за спеціальністю «Режисер телебачення» (керівник О. С. Одинець).

## Громадська діяльність
- Від 28 квітня 2011 — член Ради з питань розвитку Національного культурно-мистецького та музейного комплексу «Мистецький арсенал»[1].

## Нагороди
- Національна премія України імені Тараса Шевченка (2006) за ілюстровану історію українського козацтва «Україна — козацька держава»[2].

## Виноски
1. ↑  Указ Президента України від 28 квітня 2011 року № 511/2011 «Про Раду з питань розвитку Національного культурно-мистецького та музейного комплексу «Мистецький арсенал»»
2. ↑  Недяк Володимир Володимирович. Архів оригіналу за 19 березня 2017. Процитовано 17 березня 2013.